# Jackie Basehart
Jackie Basehart, all'anagrafe John Anthony Carmine Michael, talvolta accreditato come Jack Basehart o John Anthony Basehart (Santa Monica, 11 ottobre 1951 – Milano, 16 maggio 2015), è stato un attore statunitense con cittadinanza italiana.

## Biografia
Figlio dell'attore statunitense Richard Basehart e dell'attrice italiana Valentina Cortese, per alcuni anni, fra la metà degli anni settanta e i primi anni ottanta (periodo in cui era fidanzato con la modella Antonia Dell'Atte), è stato fra i giovani attori maggiormente richiesti dal cinema italiano, anche se spesso impiegato in ruoli di secondo piano in film di vario genere, fra cui poliziotteschi e film comici. 
La sua popolarità era dovuta anche al risalto dato dalla stampa scandalistica ad alcuni suoi eccessi, quando la Hollywood sul Tevere (ovvero il mondo del cinema che gravitava attorno agli studi di Cinecittà e al jet set di Via Veneto, immortalato anche nel film La dolce vita, di Fellini) toccò il suo culmine. Morì nel 2015 a 63 anni dopo una lunga malattia; il funerale si tenne nella chiesa di San Marco.

## Filmografia

### Cinema
- La linea del fiume, regia di Aldo Scavarda (1976)
- Il Corsaro Nero, regia di Sergio Sollima (1976)
- Mimì Bluette... fiore del mio giardino, regia di Carlo Di Palma (1976)
- Quel maledetto treno blindato, regia di Enzo G. Castellari (1978)
- Mafia, una legge che non perdona, regia di Roberto Girometti (1980)
- Ciao nemico, regia di E.B. Clucher (1981)
- Viuuulentemente mia, regia di Carlo Vanzina (1982)
- Sesso e volentieri, regia di Dino Risi (1982)
- Mai con le donne, regia di Giovanni Fago (1985)
- Festival, regia di Pupi Avati (1996)
- Un tè con Mussolini, regia di Franco Zeffirelli (1999)

### Televisione
- Viaggio in fondo al mare - serie TV (1964-1968)
- Paris-Cabourg (1977) - film TV
- La granduchessa e i camerieri, regia di Gino Landi – film/prosa teatrale (1977)
- Verdi, regia di Renato Castellani - serie TV (1982)
- Yesterday - Vacanze al mare, regia di Claudio Risi - miniserie TV (1985)
- La trappola (1989) - film TV
- Il ritorno di Sandokan, regia di Enzo G. Castellari - miniserie TV (1996)

## Doppiatori italiani
- Michele Gammino in Il corsaro nero
- Sergio Di Stefano in Quel maledetto treno blindato
- Ferruccio Amendola in Ciao nemico